# Gran Asamblea
La Gran Asamblea (en hebreo: כנסת הגדולה, Knesset HaGuedolah) es según la tradición rabínica judía, una asamblea de sabios creada en la época de Esdras. Esta asamblea habría asegurado la dirección espiritual del pueblo judío al regresar del exilio en Babilonia que duró desde el año 410 a. C. hasta el año 310 a. C. en un momento en que la transmisión de las enseñanzas religiosas se hacía de manera esencialmente oral. Los sabios de la Gran Asamblea cambiaron radicalmente la fisonomía del judaísmo rabínico separándolo de la adoración relacionada con el Templo de Jerusalén, y erigiendo el estudio de la santa Torá como el mayor mandamiento. Históricamente no sabemos nada sobre esta institución, o sobre como se constituyó, tampoco podemos establecer una cronología histórica fiable.
La Gran Asamblea en la época de Esdras tenía entre 70 y 120 Jazal (sabios), los llamados Anshei Knesset HaGuedolah. Estos sabios permanecen en su mayoría en el anonimato, pero según la tradición judía, los profetas bíblicos: Hageo, Zacarías, Malaquías, Mardoqueo (uno de los héroes del Libro de Ester), Nehemías y Josué el Sumo sacerdote de Israel estaban entre ellos.
Los hombres de la Gran Asamblea fijaron el canon bíblico de la Biblia hebrea, el Tanaj, incluidos los profetas o Nevi'im. También formalizaron la liturgia de la oración judía y establecieron la oración Amidá, también conocida como Shemoné Esré. También establecieron una estrecha conexión entre las oraciones y la adoración en el Templo de Jerusalén en la época en la que el templo existía, con el objetivo de combinar los servicios de oración de la mañana y la tarde con los momentos de la ofrenda perpetua llamada (korbán tamid) y las ofrendas nocturnas con la limpieza de las cenizas del altar. La festividad de Purim también fue instituida por estos sabios. La Gran Asamblea ocupó un papel central en la vida judía, gradualmente dio paso a los Zugot, un pareja de sabios formada por el presidente y el vicepresidente del Sanedrín. Según la tradición rabínica, Simón I el Justo fue uno de los últimos miembros de la Gran Asamblea, y fue el maestro del primer par de Zugot. El concepto de asamblea se ha reanudado en el Estado de Israel, donde las decisiones son debatidas por un parlamento de 120 diputados, la Knéset.